# 배기운
배기운(裵基雲, 1950년 9월 29일 ~ )은 대한민국의 정치인이다. 제16·19대 국회의원을 지냈다.

## 학력
- 남평초등학교 졸업
- 광주북중학교 졸업
- 광주제일고등학교 졸업
- 서울대학교 법학과 졸업
- 서울대학교 대학원 법학석사

## 경력
- 서울법대 사회법학회 회장
- 국민회의 김대중 대통령후보 선대본부 유세위 수석부위원장
- 제15대 대통령직 인수위 정무분과 수석전문위원
- 새천년민주당 나주시 지구당 위원장
- 한국청각장애인복지재단 이사장
- 민주신당 정동영 대통령후보 선대위 유세위 본부장
- 민주당 중앙위원
- 민주당 문재인 대통령후보 국민통합추진위원회 부위원장

## 의정 활동

### 16대
- 2000년 5월~2004년 5월 제16대 새천년민주당 국회의원(나주시)

### 19대
- 2012년 5월~2014년 6월 12일 제19대 새정치민주연합 국회의원(나주시·화순군)

## 논란

### 선거비용 미반납 논란
선거 과정에 부정이 생겨서 당선이 무효가 되면 보전받은 선거비용을 반환해야 하는데 배기운 전 의원은 공직선거법으로 당선무효가 되어 1억 8800만 원을 반환해야 하지만 한푼도 내지 않아 논란이 되고 있다.

## 역대 선거 결과
|  | 50.55% |

|  | 18.97% |

|  | 52.73% |